# Mitsuo Katō
Mitsuo Katō (jap. 加藤 光雄 Kato Mitsuo; ur. 22 stycznia 1953) – były japoński piłkarz, reprezentant kraju.

## Kariera klubowa
Od 1976 do 1983 roku występował w klubie Mitsubishi Motors.

## Kariera reprezentacyjna
W reprezentacji Japonii zadebiutował w 1979.

## Statystyki
| Reprezentacja Japonii | Reprezentacja Japonii | Reprezentacja Japonii |
| Rok                   | Mecze                 | Gole                  |
| --------------------- | --------------------- | --------------------- |
| 1979                  | 1                     | 0                     |
| Razem                 | 1                     | 0                     |